# 20345 Davidvito
A 20345 Davidvito (ideiglenes jelöléssel 1998 HH114) a Naprendszer kisbolygóövében található aszteroida. A LINEAR projekt keretében fedezték fel 1998. április 23-án.